# يان هيرمان
يان هيرمان (بالألمانية: Jahn Herrmann)، (مواليد 07 يناير 2001) هو لاعب كرة قدم ألماني يلعب في مركز الوسط في نادي بايرن ميونخ الثاني.